# Herb ziemi dobrzyńskiej
Herb ziemi dobrzyńskiej – herb ziemski, symbol księstwa dobrzyńskiego i późniejszej ziemi dobrzyńskiej, należącej do województwa inowrocławskiego i wchodzącej w skład Korony Królestwa Polskiego.

## Blazonowanie
W polu czerwonym głowa króla o włosach, brodzie i wąsach siwych, w koronie, z której wyrastają rogi bawole czarne, z kołnierzem złotym (niekiedy srebrnym).

## Historia
Pierwotny herb od samego początku wyobrażał głowę sędziwego człowieka z koroną na głowie. Dopiero nieco później pojawiały się wyrastające z korony rogi zwierzęcia; pod szyją widoczny był element stroju rycerskiego, tzw. obojczyka, bądź ozdobna lamówka szaty królewskiej. Od XIV wieku aż do drugiej połowy XVI wieku nie zawierał drugiej korony. Kazimierz Wielki, przedstawiony na herbie, miał jedną, królewską koronę. 
Herb w oryginalnej postaci pojawił się gdzieś między odzyskaniem ziemi dobrzyńskiej przez Kazimierza Wielkiego w 1343 roku, a II pokojem toruńskim w 1466 r. Wersja z dwiema koronami, jedną na głowie i jedną „szyjną” pojawiła się w opracowaniu B. Paprockiego z 1584 roku, już po upadku linii Jagiellonów.

## Galeria

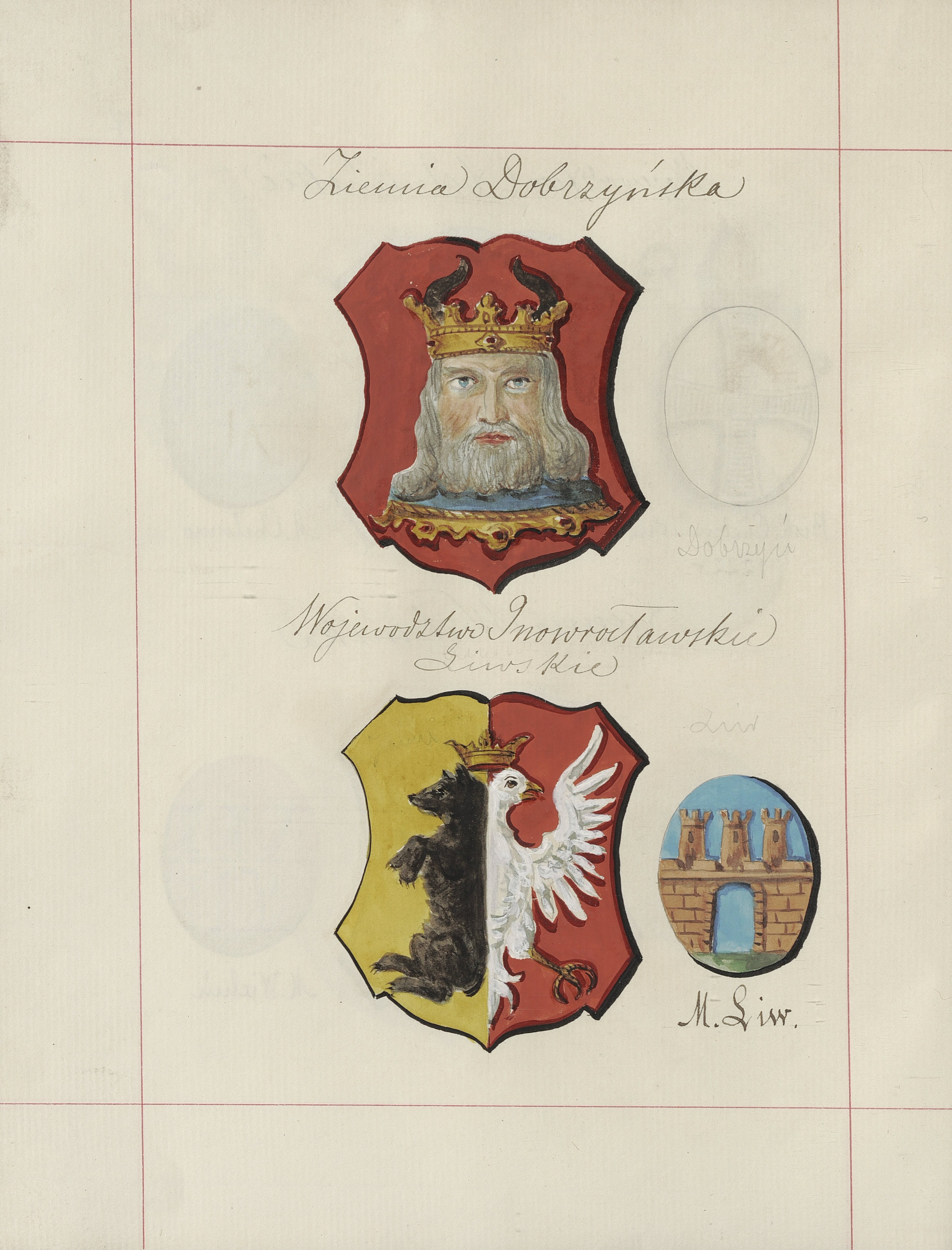
Wizerunek herbu ziemi dobrzyńskiej z herbarza Bolesława Starzyńskiego
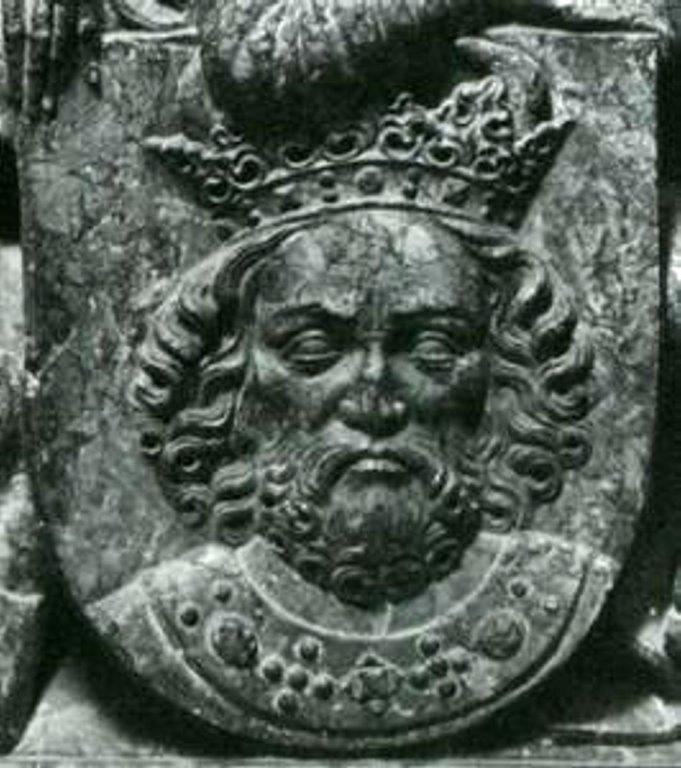
Wizerunek herbu na sarkofagu Kazimierza Wielkiego
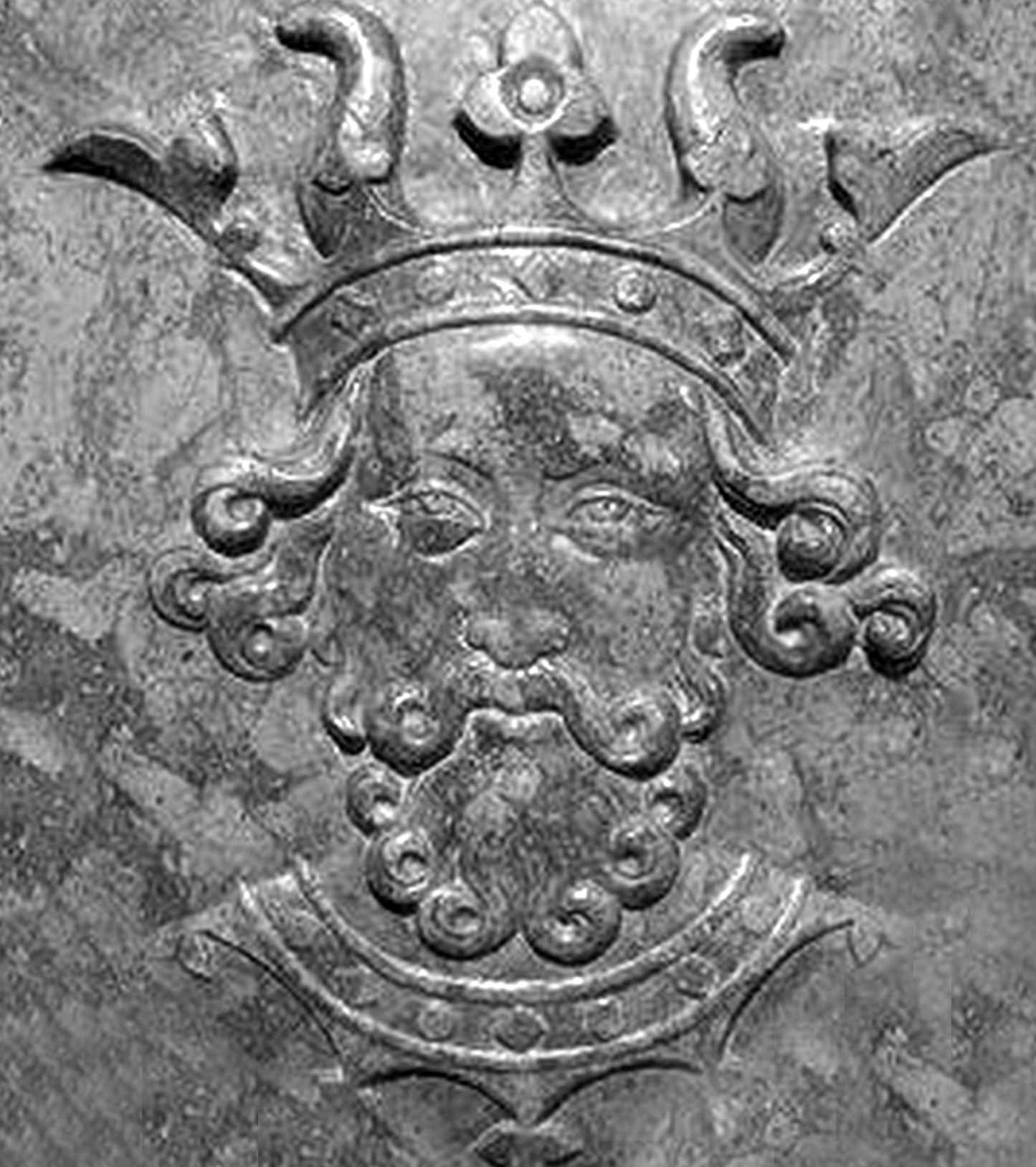
Wizerunek herbu na sarkofagu Władysława II Jagiełły
Godło ziemi dobrzyńskiej w herbie guberni płockiej w latach 1837–1844
Godło w herbe guberni płockiej w latach 1845–1866
Godło w herbie powiatu rypińskiego
Godło w herbie powiatu lipnowskiego w wersji z dwiema koronami zamiast obojczyka